# Aphidius asteris
Aphidius asteris är en stekelart som beskrevs av Alexander Henry Haliday 1834. Aphidius asteris ingår i släktet Aphidius och familjen bracksteklar. Arten är reproducerande i Sverige. Inga underarter finns listade i Catalogue of Life.